# Sredoje Urošević
Sredoje Urošević (srbsko Средоје Урошевић), srbski general, * 6. september 1917, † 13. februar 2007.

## Življenjepis
Urošević, po poklicu učitelj, se je leta 1940 pridružil KPJ in naslednje leto je bil eden od organizatorjev NOG. Med vojno je bil poveljnik več enot, nazadnje je bil poveljnik 2. proletarske divizije.
Po vojni je bil poveljnik divizije, načelnik Pehotne častniške šole, načelnik Katedre v VVA JLA,...